# Distrito de Pesé
El Distrito de Pesé es un distrito que forma parte de la Provincia de Herrera en Panamá.

## Toponimia
Pesé es una pequeña ciudad localizada en el distrito del mismo nombre. Anteriormente se cree que Pesé proviene del nombre de un cacique o también se tiene la idea que es de un dialecto indígena originario de Panamá, que comúnmente se le atribuye al bastón o palo que las personas en el interior del país usan para batir ya sea el sancocho o cualquiera otra comida hecha en grandes calderos con el uso de leña.
Pesé tiene gran importancia desde la época de la antigua vida republicana, pues se le considera como la primera cabecera de la provincia de Herrera para luego ser trasladada a Chité por motivos aún desconocidos, aunque se dice que fue por procesos técnico y político de la época.
Según una ley establecida en la República de Panamá, Pesé bajo la denominación de corregimiento cabecera y la jurisprudencia del distrito del mismo nombre queda fundada el 12 de septiembre de 1855.
Pesé es un sitio de encuentro de todos los distritos que conforman la provincia de Herrera, pues tiene conexión con los distritos hermanos de Chitré, Ocú, Los Pozos, Parita, Las Minas y Santa María .

## Organización territorial
Está conformado por ocho corregimientos:
- Pesé
- Las Cabras
- El Pájaro
- El Barrero
- El Pedregoso
- El Ciruelo
- Sabanagrande
- Rincón Hondo

## Geografía

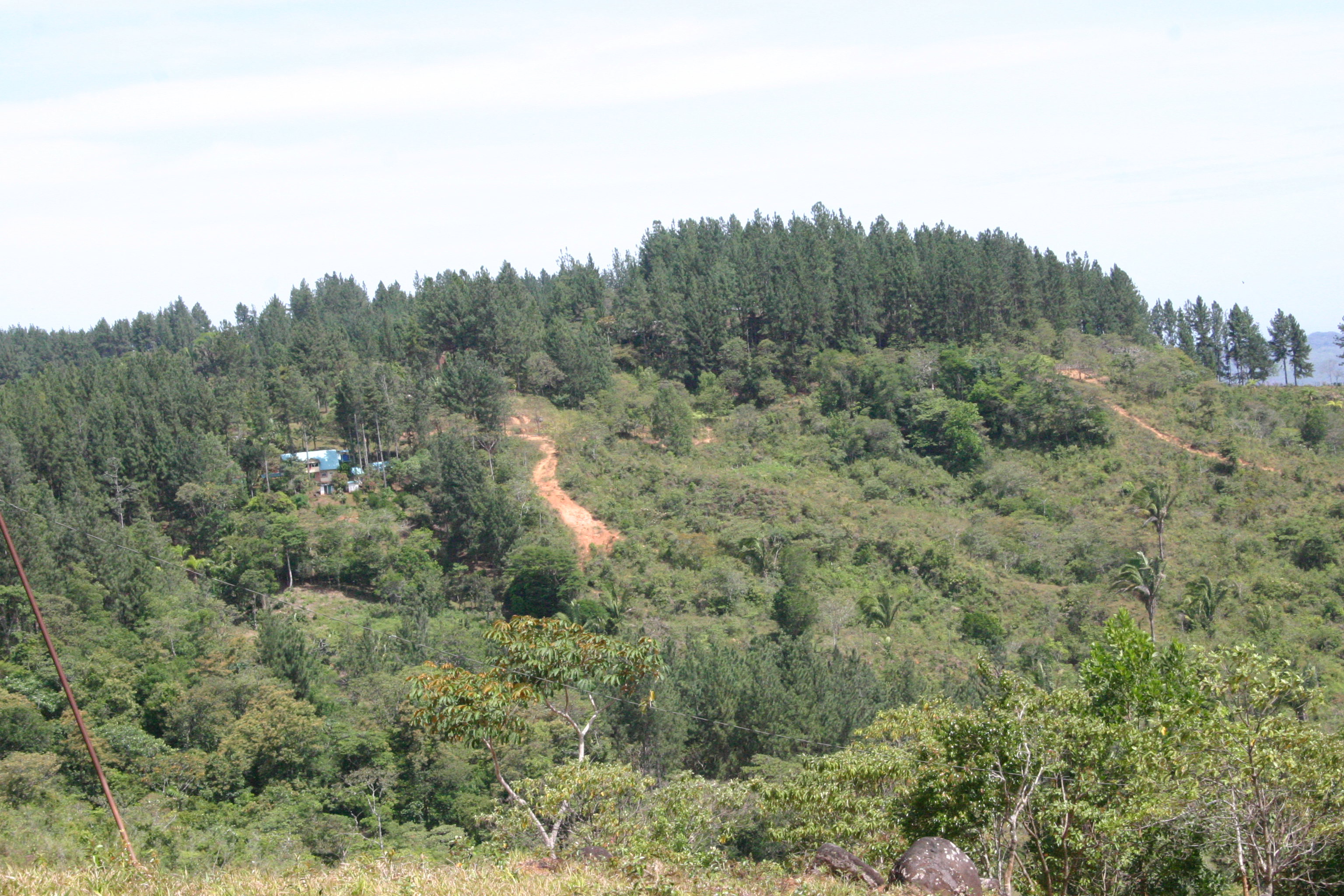
Vista de la flora del Valle de Pesé.

El distrito se extiende sobre un valle que forma parte de la Península de Azuero, ubicado en la zona central de Panamá. Según el último censo, el distrito cuenta con 12.471 habitantes, de los cuales 2.750 pertenecen a Pesé cabecera.
Pesé se ubica 4 horas de Panamá (ciudad) , a 20 minutos de Chitré y también a 20 minutos de Distrito de Ocú. Las temperaturas oscilan entre 24 y 35 °C, durante el año.
Existen una cadena de cerros que rodean al Distrito de Pesé, los tres más conocidos son El Común, La Bandera y La Cruz.
Estos cerros son de fácil acceso y tienen una vista panorámica del Valle de Pesé. El Cerro El Común, se encuentra ubicado a la entrada del Valle de Pesé (desde Chitré); El Cerro de La Cruz, al oeste de Pesé; y El Cerro La Bandera, de mayor altitud de los tres, ubicado al suroeste.

## Turismo
Actualmente Pesé trae consigo un pujante crecimiento en el turismo, apoyada por las relaciones existentes que la empresa Varela Hermanos tiene con medios internacionales.
Es importante mencionar que el turismo ha crecido pues con la muy popular Ruta del Ron, en Pesé ha despertado el desarrollo de diferentes temas turísticos, pues la denominada ruta hace que haya una visita permanente al Museo o mejor conocida como la casa colonial de la familia Varela, para luego mediante carretas transportadas por toros guiarlos por el sendero de la ruta hasta llegar a la muy popular Hacienda San Isidro, en donde por diferentes sectores de la misma se muestra el trabajo y proceso de obtención del Seco Herrerano, para luego terminar en el Salón Barriles para catar diferentes tipos de rones y degustar deliciosos platillos.
También es importante mencionar que existen diferentes complejos acuáticos como los son: Roka`s Lakes, Centro Acuático Camino Real y el complejo acuático El Pedregoso. En donde desde hace 10 años han ido creciendo en popularidad y aficionados, llegando a hacer importante medios de distracción en el distrito y la ciudad.

## Cultura y Tradiciones

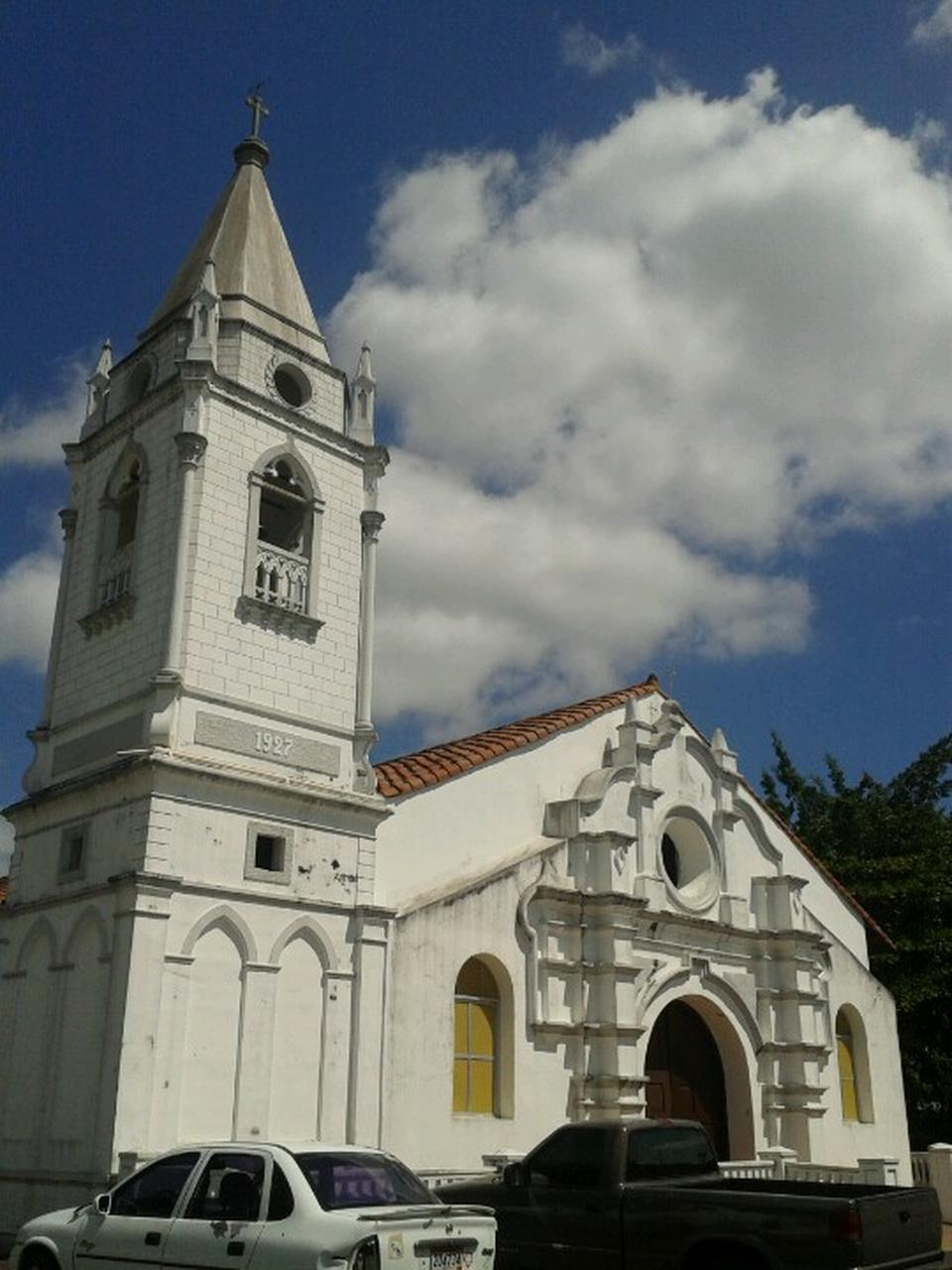
Iglesia de San José en Pesé.

- Semana Santa Viviente: se realiza cada año una escenificación de la pasión, muerte y resurrección de Jesucristo como parte de las actividades de la Semana Santa. Al menos, 150 personas participan en este drama que se ha realizado desde el año 1954 y que atrae las miradas de los lugareños y de los visitantes. Se trata de una actividad religiosa que se ha denominado la "Semana Santa Viviente" y que empezó con la llegada del sacerdote José Luis Angulo a la parroquia San José de Pesé. Corría el año de 1954 cuando el sacerdote, tras observar que los parroquianos tenían dotes para el teatro, propuso hacer una dramatización del vía crucis en Semana Santa. Al principio no se pensó en incluir el personaje principal de Jesús, porque había dudas sobre quién podría representarlo, pero finalmente el joven Domingo Guillén se animó a hacerlo.

La actividad fue ganando año tras año más popularidad, al punto de que visitantes de otras regiones ya conocen que en Pesé se realiza este drama y acuden a verlo.
- Un Sueño de Navidad Feliz, realizado en el mes de diciembre de cada año con el fin de unir las familias Peseenses mediante actividades en el Parque Aristides Arjona.
- Patronales de San José
- Patronales de Santa Ana
- Festival de La Caña de Azúcar
- Fiestas Distrital, se realiza en el mes de septiembre fecha en que fue fundado el Distrito de Pesé .

## Educación
En el distrito de Pesé abarcan varios centros escolares, sociales y educativos:
- Escuela Ildaura Vieto fundada en 1946, antes llamada escuela mixta de Pesé, localizada en el corregimiento cabecera de Pesé ( Pesé- Ciudad).
- Escuela primaria de El Barrero, localizada en el corregimiento de El Barrero.
- Escuela Primaria de Sabanagrande, localizada en el corregimiento de Sabanagrande.
- Escuela Ricauter Salamín, localizada en la comunidad de Los Hatillos, corregimiento de El Barrero.
- Escuela Bienvenido Quintero, que se encuentra en la comunidad de El Hatillo, corregimiento de El Pedregoso.

- El 23 de marzo de 1970, se abren nuevos horizontes de esperanza  para la Juventud  Peséense,  al fundarse el PRIMER  CICLO  DE  PESÉ, con  la misión de formar integralmente al futuro ciudadano. Con el transcurrir de los años, la demanda de la población estudiantil reclamó la apertura  de la educación media y el 27 de diciembre de 1991, el Primer  Ciclo  de  Pesé, a través del Decreto # 1115 del mismo año, se convierte en el Colegio Secundario de Pesé cuando inicia el bachiller en Comercio con especialización en Contabilidad. En el año 2002, adecuamos la oferta educativa de Bachiller en Comercio con Especialización en Contabilidad a Bachiller en Comercio con énfasis en Gestión Empresarial, para cumplir con nuestra responsabilidad ante los cambios vertiginosos que experimenta la sociedad en todos los ámbitos del quehacer humano.

A solicitud  de la juventud estudiosa, y los padres de familia se logra la consecución del Bachiller en Ciencias en el año lectivo 2005.
Hoy este templo del saber recibe el nombre de COLEGIO JOSÉ OCTAVIO HUERTA ALMENGOR, como  tributo a uno de  sus  decididos  fundadores.
Actualmente, se atiende a más de novecientos cuarenta estudiantes, más de sesenta docentes facilitan los aprendizajes, mientras veintiséis administrativos apoyan la labor educativa. También cuenta con un Gabinete Psicopedagogico, atendido por dos Psicólogas y una Trabajadora Social.

## Monumentos y Edificios Históricos
Entre los principales monumentos históricos se encuentran:
- Iglesia San José de Pesé (fundada en 1927).
- Antigua Destilería Herrerana.

## Salud
En el Distrito de Pesé se encuentra el MINSA CAPSI José Luis Varela inaugurado el 29 de agosto de 2013.

## Economía
Se basa en la agroindustria, principalmente en el cultivo de caña de azúcar para bebidas alcohólicas y el cultivo de maíz.
Dentro del sector comercio podemos destacar la existencia de almacenes, farmacias, restaurantes, carnicerías, ferreterías y materiales de construcción, agro veterinarias,  mueblerías y línea blanca, joyerías, mini súper, panaderías y refresquerías, tiendas, ventas de legumbres y frutas y empresas licoreras etc.

En el distrito de Pesé se encuentran importantes empresas como lo son:
- Varela Hermanos S.A fundada en 1908 por el inmigrante José Varela. En donde empezó con la obtención de azúcar para posteriormente y tras la idea de sus hijos la convirtieran en una empresa que elabora bebidas alcohólicas hasta la actualidad. La empresa tiene la fábrica en el centro de la ciudad y posee también una hacienda llamada Hacienda San Isidro en donde se elabora el alcohol para ser embotellada en la fábrica, esa hacienda está localizada en la periferia de Pesé.
- Alcoholes del Istmo S.A.
- Campos de Pesé S.A.

También se encuentran otras empresas dedicadas a diferentes procesos manufactureros, como lo son:
- Ser San Carlos; ubicada en el Corregimiento de Las Cabras, es la primera empresa en Panamá en elaborar etanol.